# Nicolas Benamou
Nicolas Benamou (* 18. září 1978) je francouzský filmový a televizní režisér, scenárista a producent, známý především jako režisér komedií, kde se často podílel také na scénáři.

## Život a kariéra
Debutoval v roce 2000 ve francouzské televizi M6 jako režisér skečů a happeningů v pořadu Morning Live, který uváděl komik Michaël Youn.
V roce 2003 založil produkční společnost Daktirak (název je parodií na špatnou asijskou výslovnost jména Jacques Chirac). V této společnosti produkuje hudební klipy a reklamy, rovněž natáčí pořady komiků, jako jsou Florence Foresti, Eddie Izzard, Stéphane Rousseau a Michaël Youn. Režíroval rovněž videoklipy pro různé francouzské hudební skupiny, zejména Bratisla Boys a Fatal Bazooka. V roce 2008 získal hudební cenu NRJ Music Award za videoklip roku.
Jeho prvním celovečerním filmem byl v roce 2010 titul Florence Foresti: Mother Fucker (jak napovídá již název, hlavní roli zde vytvořila francouzská herečka Florence Foresti). Natáčí vesměs komedie, některé byly vysílány také v České republice nebo na Slovensku: Babysitting, Léto All Exclusive (též Babysitting 2) , À fond (slovensky Dovolenka na plný plyn), Záhada v Saint-Tropez.

## Výběrová filmografie
Jsou uvedeny převážně filmy, které byly promítány nebo vysílány také v České republice nebo na Slovensku.

### Režisér
- 2010 Florence Foresti: Mother Fucker
- 2014 Babysitting (film získal dvě ocenění na Alpe d'Huez International Comedy Film Festival: Special Jury Award + Audience Award)[2]
- 2015 Léto All Exclusive (též Babysitting 2)[3]
- 2016 À fond (slovensky Dovolenka na plný plyn): koprodukce Francie, Makedonie[4]
- 2021 Záhada v Saint-Tropez: koprodukce Francie, Belgie

### Pořady
- 2002 	Le Pire du Morning Live

### Scenárista
- 2015 Léto All Exclusive
- 2016 À fond (slovensky Dovolenka na plný plyn)
- 2021 Záhada v Saint-Tropez